# فرانكي باول
فرانكي باول (بالإنجليزية: Frankie Paul)‏ هو موسيقي ومغني جامايكي، ولد في 19 أكتوبر 1965 في كينغستون في جامايكا، وتوفي بنفس المكان في 18 مايو 2017.

## وصلات خارجية
- فرانكي باول على موقع ميوزك برينز (الإنجليزية)
- فرانكي باول على موقع أول ميوزيك (الإنجليزية)
- فرانكي باول على موقع ديسكوغز (الإنجليزية)